# Futbola klubs RFS
Il Futbola klubs RFS (Rīgas Futbola skola), meglio noto come FK RFS o anche RFS Riga, è una società calcistica lettone con sede nella capitale Riga. Milita in Virslīga, la massima serie del campionato lettone di calcio, che ha vinto nel 2021 e nel 2023 e nel 2024.

## Storia
Il club fu fondato il 19 maggio 2005 come FSK Daugava-90 Rīga, nome ispirato allo storico club del Daugava Riga. Nel 2006 partecipa alla 2. Līga e a fine stagione viene ammesso alla serie superiore grazie a una nuova formula che non consentiva la partecipazione in 1. Līga delle formazioni riserve.
Nel 2007 si classifica 11º in 1. Līga, mentre l'anno successivo, col nuovo nome di Daugava Riga, vince il campionato conquistando la promozione in Virslīga. Dopo solo un anno di permanenza, però, la squadra retrocesse finendo penultima e perdendo lo spareggio con i concittadini dello Jaunība Rīga.
Nel 2010 si fonde col RFS/Flaminko Rīga dando vita al FK Daugava/RFS Rīga (poi cambiato in Rīgas Futbola Skola), terminando il campionato in terza posizione. Nel 1. Līga termina 3°, a due punti dai play-off. Sfiorò ancora lo spareggio nel 2012, quando si classificò quinto a un solo punto dal BFC Daugava, che in seguito disputò e perse i play-off.
Nel 2015 concluse la 1. Līga al terzo posto; venne poi ripescato in Virslīga al posto dello Skonto Riga, che non ottenne la licenza per partecipare alla massima serie; determinante per il ripescaggio fu anche la rinuncia da parte del Valmiera, che si era classificato al secondo posto.
Nella Virslīga 2016 il RFS Riga si classifica sesto. L'anno successivo vince la Coppa di Lega (la Virsligas Winter Cup), conquistando così il suo primo trofeo nazionale. In Virslīga si classifica al quinto posto, mancando l'accesso alle coppe europee per una differenza reti peggiore rispetto al Ventspils, giunto a pari punti.
Nel 2018 bissa il successo in Coppa di Lega e in campionato si classifica terzo. Nel 2019 ottiene risultati migliori: vince la Coppa di Lettonia, battendo lo Jelgava per 3-2 ai tempi supplementari, e giunge secondo in Virslīga dietro al Riga FC. Nella Virslīga 2020 si classifica ancora al secondo posto, sempre dietro al Riga FC.
Nel 2021 vince la Coppa di Lettonia (1-0 contro il Liepāja) e, per la prima volta, la Virslīga, dopo aver consolidato la prima posizione nell'ultima parte di campionato.
Partecipa al primo turno della UEFA Champions League 2022-2023 in cui affronta i finlandesi del HJK; all'andata perdono 0-1 ma al ritorno riescono a vincere per 2-1 e mandare la sfida ai supplementari dove il risultato non cambia. I lettoni perdono poi ai rigori e vengono eliminati.
In Virslīga 2022 arriva terzo preceduto da Valmiera e Riga FC; in Coppa di Lettonia perde la finale per 1-0 contro l'Auda Ķekava.

## Organico

### Rosa 2025
Aggiornata all'8 luglio 2025.
| N. |                           | Ruolo | Calciatore         |
| -- | ------------------------- | ----- | ------------------ |
| 1  | Lettonia (bandiera)       | P     | Pāvels Šteinbors   |
| 3  | Nigeria (bandiera)        | A     | Victor Osuagwu     |
| 4  | Lettonia (bandiera)       | D     | Roberts Veips      |
| 5  | Lettonia (bandiera)       | D     | Niks Sliede        |
| 7  | Costa d'Avorio (bandiera) | C     | Ismaël Diomandé    |
| 8  | Georgia (bandiera)        | A     | Lasha Odisharia    |
| 9  | Lettonia (bandiera)       | A     | Dāvis Ikaunieks    |
| 10 | Lettonia (bandiera)       | C     | Jānis Ikaunieks    |
| 11 | Lettonia (bandiera)       | D     | Roberts Savaļnieks |
| 13 | Lettonia (bandiera)       | P     | Sergejs Vilkovs    |
| 15 | Camerun (bandiera)        | A     | Rostand Ndjiki     |
| 16 | Lettonia (bandiera)       | P     | Jevgeņijs Nerugals |
| 17 | Costa d'Avorio (bandiera) | A     | Cedric Kouadio     |
| 18 | Lettonia (bandiera)       | C     | Dmitrijs Zeļenkovs |
| 19 | Lettonia (bandiera)       | A     | Roberts Meļķis     |
| 21 | Lettonia (bandiera)       | D     | Elvis Stuglis      |
| 22 | Serbia (bandiera)         | A     | Darko Lemajić      |
| 23 | Albania (bandiera)        | D     | Herdi Prenga       |
| 24 | Giappone (bandiera)       | A     | Mikaze Nagasawa    |

| N. |                           | Ruolo | Calciatore              |
| -- | ------------------------- | ----- | ----------------------- |
| 25 | Rep. Ceca (bandiera)      | D     | Petr Mareš              |
| 26 | Serbia (bandiera)         | D     | Stefan Panić            |
| 27 | Lettonia (bandiera)       | C     | Rendijs Šibass          |
| 30 | Gambia (bandiera)         | C     | Haruna Rasid Njie       |
| 32 | Argentina (bandiera)      | C     | Facundo García          |
| 35 | Croazia (bandiera)        | P     | Marko Marić             |
| 37 | Suriname (bandiera)       | A     | Tayrell Wouter          |
| 41 | Giappone (bandiera)       | C     | Yukiyoshi Karashima     |
| 43 | Slovenia (bandiera)       | D     | Žiga Lipušček           |
| 49 | Lettonia (bandiera)       | C     | Mārtiņš Ķigurs          |
| 69 | Ucraina (bandiera)        | D     | Maksym Derkač           |
| 70 | Senegal (bandiera)        | A     | Mor Talla Gaye          |
| 71 | Senegal (bandiera)        | A     | Barthélémy Diedhiou     |
| 77 | Martinica (bandiera)      | A     | Jérémie Porsan-Clemente |
|    | Gambia (bandiera)         | C     | Alfusainey Jatta        |
|    | Serbia (bandiera)         | C     | Strahinja Rakić         |
|    | Brasile (bandiera)        | C     | Vitinho                 |
|    | Costa d'Avorio (bandiera) | A     | Mamadou Sylla           |

### Rosa 2022
Aggiornata al 7 settembre 2022.
| N. |                           | Ruolo | Calciatore           |
| -- | ------------------------- | ----- | -------------------- |
| 1  | Lituania (bandiera)       | P     | Vytautas Černiauskas |
| 2  | Lettonia (bandiera)       | D     | Vladislavs Sorokins  |
| 3  | Lettonia (bandiera)       | C     | Artūrs Zjuzins       |
| 4  | Lettonia (bandiera)       | C     | Vitālijs Maksimenko  |
| 6  | Gambia (bandiera)         | C     | Alfusainey Jatta     |
| 7  | Costa d'Avorio (bandiera) | C     | Ismaël Diomandé      |
| 8  | Lituania (bandiera)       | C     | Karolis Uzėla        |
| 9  | Brasile (bandiera)        | A     | Emerson Deocleciano  |
| 10 | Lettonia (bandiera)       | A     | Deniss Rakeļs        |
| 12 | Lettonia (bandiera)       | P     | Pāvels Šteinbors     |
| 13 | Lettonia (bandiera)       | P     | Jevgēņijs Ņerugals   |
| 14 | Lettonia (bandiera)       | A     | Renārs Varslavāns    |
| 17 | Costa d'Avorio (bandiera) | A     | Cedric Kouadio       |
| 19 | Serbia (bandiera)         | A     | Andrej Ilić          |

| N. |                      | Ruolo | Calciatore           |
| -- | -------------------- | ----- | -------------------- |
| 21 | Lettonia (bandiera)  | C     | Elvis Stuglis        |
| 24 | Croazia (bandiera)   | C     | Tomislav Šarić       |
| 25 | Rep. Ceca (bandiera) | C     | Petr Mareš           |
| 27 | Lettonia (bandiera)  | A     | Vladislavs Fjodorovs |
| 28 | Serbia (bandiera)    | D     | Stefan Panić         |
| 29 | Brasile (bandiera)   | A     | Bill                 |
| 30 | Austria (bandiera)   | A     | Kevin Friesenbichler |
| 43 | Slovenia (bandiera)  | D     | Žiga Lipušček        |
| 66 | Serbia (bandiera)    | C     | Jovan Vlalukin       |
| 77 | Lettonia (bandiera)  | D     | Kaspars Dubra        |
| 92 | Lettonia (bandiera)  | D     | Vitālijs Jagodinskis |
| 99 | Lettonia (bandiera)  | D     | Gļebs Žaleiko        |
|    | Austria (bandiera)   | C     | Tomáš Šimkovič       |
|    | Lettonia (bandiera)  | C     | Dmitrijs Zeļenkovs   |

### Rosa 2021
| N. |                               | Ruolo | Calciatore           |
| -- | ----------------------------- | ----- | -------------------- |
| 1  | Lituania (bandiera)           | P     | Vytautas Černiauskas |
| 2  | Lettonia (bandiera)           | D     | Vladislavs Sorokins  |
| 3  | Lettonia (bandiera)           | C     | Artūrs Zjuzins       |
| 5  | Argentina (bandiera)          | C     | Leonel Strumia       |
| 6  | Gambia (bandiera)             | C     | Alfusainey Jatta     |
| 7  | Brasile (bandiera)            | C     | Lucas Villela        |
| 8  | Macedonia del Nord (bandiera) | C     | Darko Micevski       |
| 9  | Brasile (bandiera)            | A     | Emerson Deocleciano  |
| 10 | Lettonia (bandiera)           | A     | Deniss Rakeļs        |
| 11 | Lettonia (bandiera)           | D     | Roberts Savaļnieks   |
| 13 | Lettonia (bandiera)           | P     | Jevgēņijs Ņerugals   |
| 14 | Lettonia (bandiera)           | A     | Renārs Varslavāns    |

| N. |                           | Ruolo | Calciatore           |
| -- | ------------------------- | ----- | -------------------- |
| 16 | Lettonia (bandiera)       | P     | Sergejs Vilkovs      |
| 17 | Costa d'Avorio (bandiera) | A     | Cedric Kouadio       |
| 18 | Lettonia (bandiera)       | A     | Marko Regža          |
| 21 | Lettonia (bandiera)       | C     | Elvis Stuglis        |
| 22 | Serbia (bandiera)         | A     | Darko Lemajić        |
| 23 | Estonia (bandiera)        | D     | Artur Pikk           |
| 24 | Croazia (bandiera)        | C     | Tomislav Šarić       |
| 25 | Rep. Ceca (bandiera)      | C     | Petr Mareš           |
| 30 | Austria (bandiera)        | A     | Kevin Friesenbichler |
| 43 | Slovenia (bandiera)       | D     | Žiga Lipušček        |
| 81 | Austria (bandiera)        | C     | Tomáš Šimkovič       |
| 92 | Lettonia (bandiera)       | D     | Vitālijs Jagodinskis |

### Rosa 2020
| N. |                           | Ruolo | Calciatore          |
| -- | ------------------------- | ----- | ------------------- |
| 1  | Lettonia (bandiera)       | P     | Kaspars Ikstens     |
| 2  | Lettonia (bandiera)       | D     | Vladislavs Sorokins |
| 3  | Lettonia (bandiera)       | C     | Artūrs Zjuzins      |
| 5  | Argentina (bandiera)      | C     | Leonel Strumia      |
| 7  | Lettonia (bandiera)       | A     | Jānis Ikaunieks     |
| 8  | Bielorussia (bandiera)    | C     | Michail Babičaŭ     |
| 9  | Brasile (bandiera)        | A     | Emerson Deocleciano |
| 10 | Lettonia (bandiera)       | A     | Ivans Lukjanovs     |
| 11 | Lettonia (bandiera)       | C     | Roberts Savaļnieks  |
| 13 | Ucraina (bandiera)        | P     | Danylo Kučer        |
| 16 | Lettonia (bandiera)       | P     | Sergejs Vilkovs     |
| 17 | Costa d'Avorio (bandiera) | A     | Cedric Kouadio      |

| N. |                           | Ruolo | Calciatore            |
| -- | ------------------------- | ----- | --------------------- |
| 19 | Lettonia (bandiera)       | C     | Jēkabs Lagūns         |
| 22 | Serbia (bandiera)         | A     | Darko Lemajić         |
| 24 | Croazia (bandiera)        | C     | Tomislav Šarić        |
| 25 | Croazia (bandiera)        | D     | Luka Smoljo           |
| 26 | Lettonia (bandiera)       | D     | Vjačeslavs Isajevs    |
| 27 | Lettonia (bandiera)       | A     | Anastasijs Mordatenko |
| 36 | Lettonia (bandiera)       | D     | Aleksandrs Solovjovs  |
| 43 | Slovenia (bandiera)       | D     | Žiga Lipušček         |
| 80 | Costa d'Avorio (bandiera) | D     | Adama Doumbia         |
| 81 | Austria (bandiera)        | C     | Tomáš Šimkovič        |
| 90 | Nigeria (bandiera)        | A     | Chinonso Offor        |
| 92 | Lettonia (bandiera)       | D     | Vitālijs Jagodinskis  |

## Palmarès

### Competizioni nazionali
- Campionato lettone: 3

2021, 2023, 2024
- Coppa di Lettonia: 3

2019, 2021, 2024
- Coppa di Lega lettone: 2

2017, 2018
- 1. Līga: 1

2008
- Supercoppa di Lettonia: 1

2025

## Statistiche e record

### Partecipazioni ai campionati
| Livello | Categoria | Partecipazioni | Debutto | Ultima stagione | Totale |
| ------- | --------- | -------------- | ------- | --------------- | ------ |
| 1º      | Virslīga  | 9              | 2009    | 2023            | 9      |
| 2º      | 1. Līga   | 8              | 2007    | 2015            | 8      |
| 3º      | 2. Līga   | 1              | 2006    | 2006            | 1      |

### Statistiche nelle competizioni UEFA
Il RFS Riga conta 5 partecipazioni alle coppe europee:
- 1 in Champions League (esordio nella stagione 2022-2023).
  - Miglior risultato: 1º turno di qualificazione.
- 2 in Europa League (esordio nella stagione 2019-2020, ultima partecipazione nella stagione 2020-2021).
  - Miglior risultato: 1º turno di qualificazione.
- 2 in Conference League (esordio nella stagione 2021-2022, ultima partecipazione nella stagione 2022-2023).
  - Miglior risultato: Fase a gironi, 4º posto (2022-2023).

| Competizione                  | Partecipazioni | G  | V | N | P | RF | RS |
| ----------------------------- | -------------- | -- | - | - | - | -- | -- |
| UEFA Champions League         | 1              | 2  | 1 | 0 | 1 | 3  | 3  |
| Coppa UEFA/UEFA Europa League | 2              | 3  | 1 | 0 | 2 | 3  | 5  |
| UEFA Conference League        | 2              | 16 | 4 | 6 | 6 | 22 | 24 |
| Totale                        | 5              | 21 | 6 | 6 | 9 | 27 | 31 |